# Махайродові

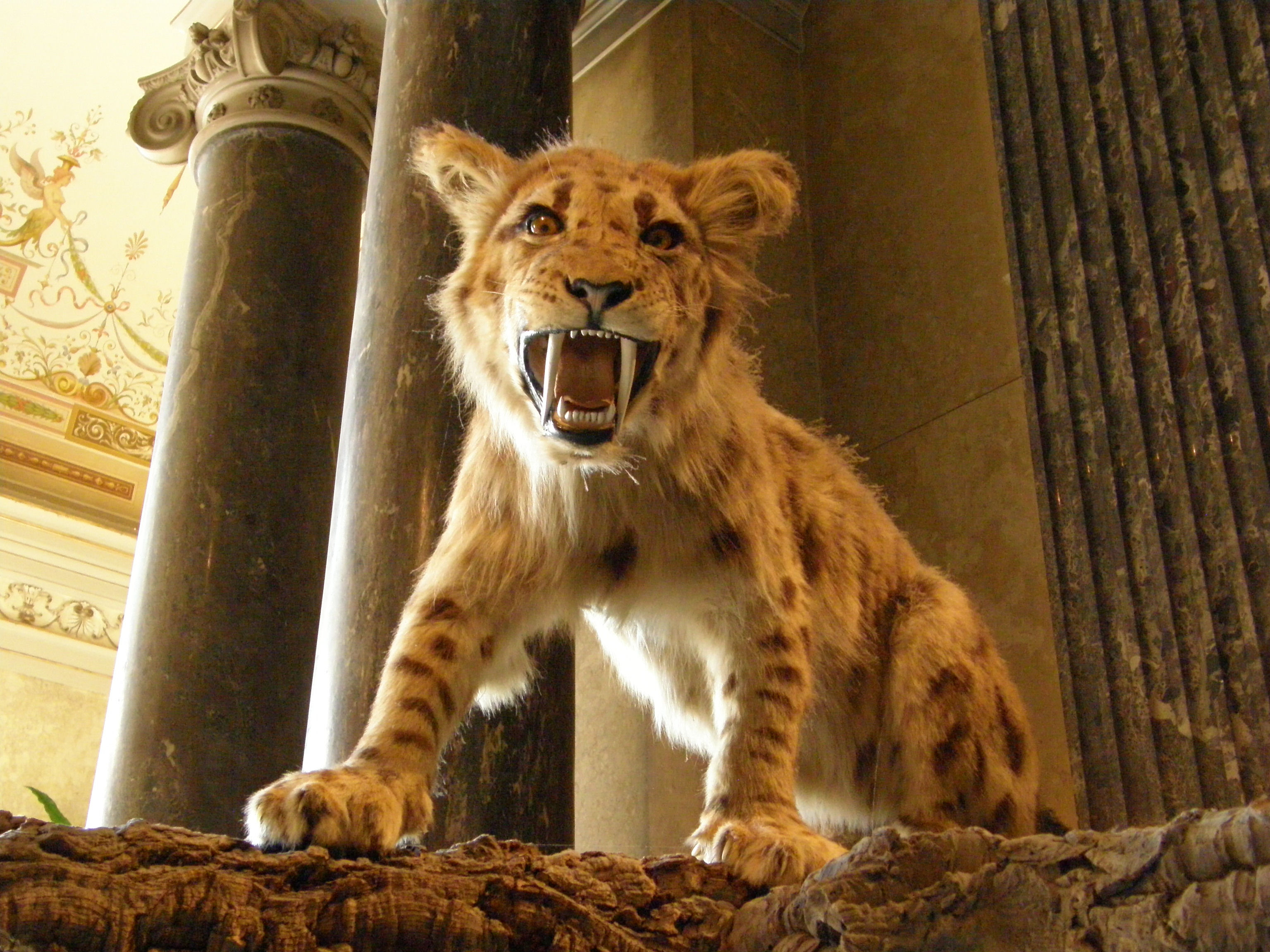
Реконструкція мегантерона (Megantereon)

Махайродові, або Шаблезубі (лат. Machairodontinae)  — підродина вимерлих ссавців родини котових (Felidae).
У складі цієї групи котових — 3 триби: гомотерії (Homotheriini), метайлуруси (Metailurini) та смілодони (Smilodontini). Підродина охоплює вимерлих представників родини котових, зазвичай відомих як «шаблезубі коти», до яких також відносять знаменитого смілодона (Smilodon), а також деяких інших «котів» з незначними збільшеннями за розміром і довжиною їхніх верхньощелепних ікл.
Інколи й інші види м'ясоїдних ссавців з видовженими зубами також називають «шаблезубими котами», хоча вони не належать до котячих. Окрім махайродових котів (Machairodontinae), шаблезубі форми хижих сформувалися в межах груп німравідів (Nimravidae), Барбурофелідів (Barbourofelidae), креодонтів (Machaeroides) і навіть серед сумчастих (Thylacosmilus).

## Еволюція
Махайродові (Machairodontinae) виникли в ранньому або середньому міоцені в Африці. Ранній кіт Pseudaelurus quadridentatus показав тенденцію у напрямку до збільшення верхніх ікл та, як гадають, знаходився на початку еволюції махайродових котів (Machairodontinae).
Найдавніший відомий рід махайродових котів (Machairodontinae)  — відомий з середнього Міоцену Miomachairodus Африки та Туреччини. До пізнього Міоцену махайродові коти (Machairodontinae) співіснували у декількох місцях разом з барбурофелісами (Barbourofelis), архаїчними великими м'ясоїдними тваринами, що також мали довгі шаблеподібні зуби. Традиційно три різні триби махайродових котів (Machairodontinae) було визнано, смілодони (Smilodontini) з типовою кинджалозубою формою, подібно до мегатеронів (Megantereon) та смілодонів (Smilodon), махайродонти (Machairodontini) або гомотерії (Homotherini), з ятаган-зубами, подібно до махайродових (Machairodus) або гомотеріїв (Homotherium) та метайлурусів (Metailurini), включаючи роди подібні до дінофеліса (Dinofelis) та метайлуруса (Metailurus).
Проте, нещодавно метайлурусів (Metailurini) згруповано в межах іншої підродини котів  — малі кішки (Felinae), а не у підродині махайродових котів (Machairodontinae).

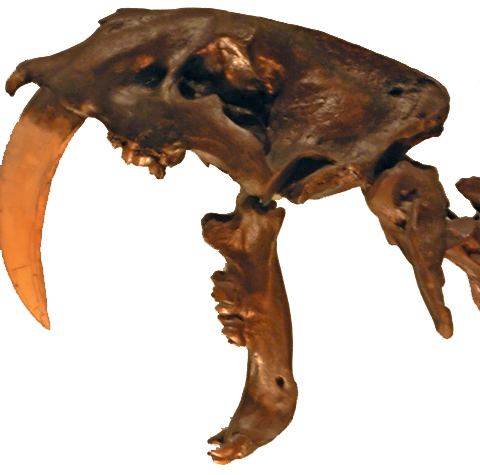
Череп кинджалозубого Smilodon fatalis

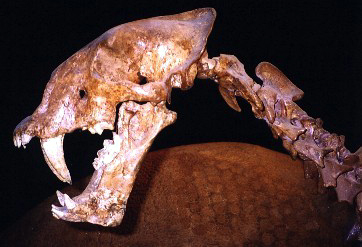
Череп ятаганозубого Homotherium serum

Останні представники підродини Махайродових (Machairodontinae), а саме рід смілодон (Smilodon) та рід гомотерій (Homotherium) зникли в пізньому плейстоцені, приблизно 10 000 років тому в Америці.

## Класифікація

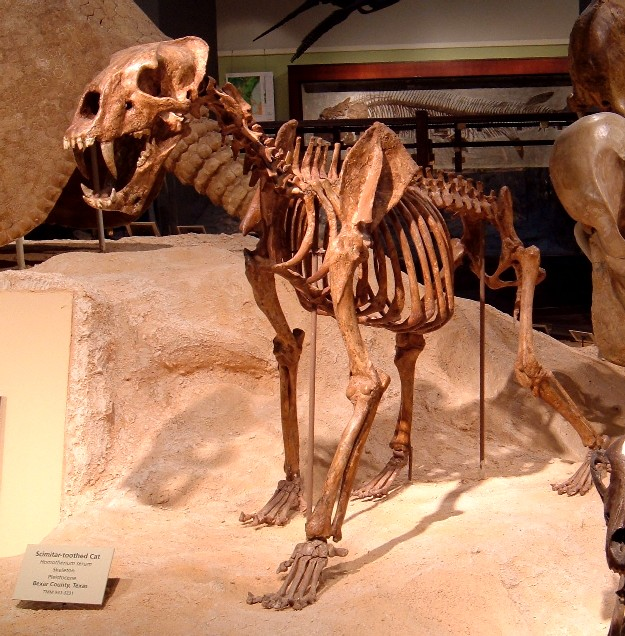
Кістяк гомотерія (Homotherium)